# Vereniging van Vlaamse Steden en Gemeenten
De Vereniging van Vlaamse Steden en Gemeenten vzw, kortweg VVSG is de ledenorganisatie van de Vlaamse gemeenten in België.

## Historiek
De vereniging vindt zijn oorsprong in de politieke reorganisatie van de Vereniging van Belgische Steden en Gemeenten (VBSG) in 1977. De eerste voorzitter van het Vlaams regionaal comité van de VBSG was Georges Cardoen. Het regionale comité werd bevoegd voor de gewest- en gemeenschapsmateries, de federaal gebleven bevoegdheden werden behartigd door de VBSG. De daarop volgende jaren werd de VBSG steeds verder geregionaliseerd en in 1993 verwierven de regionale entiteiten een eigen vzw-statuut.

## Structuur
De VVSG is de ledenorganisatie van alle 300 Vlaamse gemeenten. Ook de 300 OCMW's, bijna alle politiezones en een aantal intercommunales zijn lid. De vereniging heeft haar zetel in de Bischoffsheimlaan 1-8 te Brussel. Huidig voorzitter is Wim Dries.

### Voormalig voorzitters
| Tijdspanne                          | Tijdspanne                          | Voorzitter                          | hoedanigheid                        |                                     |
| Vlaams regionaal comité van de VBSG | Vlaams regionaal comité van de VBSG | Vlaams regionaal comité van de VBSG | Vlaams regionaal comité van de VBSG | Vlaams regionaal comité van de VBSG |
| ----------------------------------- | ----------------------------------- | ----------------------------------- | ----------------------------------- | ----------------------------------- |
|                                     | 1977 - ?                            | Georges Cardoen (CVP)               | burgemeester van Galmaarden         |                                     |
|                                     | ...                                 |                                     |                                     |                                     |
| VVSG                                |                                     |                                     |                                     |                                     |
|                                     | ? - 2001                            | Louis Roppe jr. (CVP)               | burgemeester van Hasselt            |                                     |
|                                     | 2001 - 2010                         | Jef Gabriels (CD&V)                 | burgemeester van Genk               |                                     |
|                                     | 2010 - 2016                         | Luc Martens (CD&V)                  | burgemeester van Roeselare          |                                     |
|                                     | 2017 - heden                        | Wim Dries (CD&V)                    | burgemeester van Genk               |                                     |

### Beschrijving
De vereniging geeft ondersteuning en advies, zowel voor de politieke mandatarissen als voor de lokale ambtenaren. Het is de representatieve gesprekspartner die opkomt voor de belangen van de gemeenten, OCMW’s en andere lokale besturen ten aanzien van andere overheden (de Vlaamse of Belgische regering), en derden (energieleveranciers, afvalstoffenverwerkers, ... ).
- Via de website en het informatieblad Lokaal ofwel Lokaal Magazine houdt zij haar leden op de hoogte van de recentste ontwikkelingen en geeft ze de nodige achtergrondinformatie. Lokaal Magazine (ISSN: 1379-0714) is in 2003 ontstaan als samensmelting van drie eerdere uitgaves: De Gemeente : vakblad voor gemeente en OCMW, OCMW-Focus en de VVSG-Nieuwsbrief.[2][3]
- Het Vormingscentrum van de vereniging heeft ook een uitgebreide documentatie en databank waar OCMW's en ambtenaren geactualiseerde informatie vinden en uitwisselen.
- Steden en gemeenten betalen jaarlijks een lidgeld volgens het inwonersaantal.
- In allerlei commissies en werkgroepen werken gemeente- en OCMW- mandatarissen en ambtenaren onder de koepel van VVSG aan de concrete problemen van de lokale besturen. Wanneer nodig doen zij dat samen met vertegenwoordigers van andere overheden.

### Zusterorganisaties
De VVSG heeft equivalente verenigingen in de twee andere gewesten: de Union des Villes et Communes de Wallonie (UVCW) en BRULOCALIS in het Brussels Hoofdstedelijk Gewest. De Belgische VBSG bestaat nog steeds als federatie van de drie regionale verenigingen. Ook is er een Vereniging van Vlaamse Provincies (VVP), een samenwerkingsorgaan van de vijf Vlaamse provincies. De Waalse tegenhanger is Association des Provinces wallones (APW).
Een aanverwante organisatie is V-ICT-OR vzw (Vlaamse ICT Organisatie), waar gemeente-ambtenaren in de ICT-sector elkaar ontmoeten en ondersteunen.